# Список умерших в 745 году

## Дата смерти неизвестна или требует уточнения
- Асим ибн Абу Наджуд, пятый среди семи известных богословов и чтецов Корана, носящих имя «кираати-саб`а».
- Баймэй-хан Кулун-бек, каган Восточно-тюркского каганата (743—745).
- Джахм ибн Сафван, исламский богослов-джабрит, основатель и эпоним ранней школы калама — джахмизма.
- Регинфрид, епископ Кёльна.
- Сабит аль-Бунани, мусульманский аскет, прославившийся мудрыми речениями и любовью к поклонению.
- Тразимунд II, герцог Сполето (724—739, 740—742 и 744—745).